# 波斯特奧克 (密蘇里州)
波斯特奧克（英語：Post Oak）是位於美國密蘇里州約翰遜縣的非建制地區。

## 歷史
波斯特奧克的郵局於1846年設立，1865年閉關後又於1880年重啟，最終於1954年停運。

## 地理
波斯特奧克所處的海拔為高於海平面303米（即994英呎），而該地所採用的時區為UTC-6，即北美中部時區（CST）。同時該地設有夏令時間，為UTC-6調快一小時，即UTC-5（CDT）。